# Свети Никола (Винце)
Вижте пояснителната страница за други значения на Свети Никола.
„Свети Никола“ (на македонска литературна норма: „Свети Никола“) е възрожденска православна църква в село Винце, северната част на Република Македония. Част е от Кумановско-Осоговската епархия на Македонската православна църква – Охридска архиепископия.
Църквата е изградена в 1845 година. Престолните икони са дело на Коста Кръстев. Има позлатени, резбовани царски двери.